# Église Notre-Dame-des-Vals de Ginestas
L'église Notre-Dame-des-Vals est une église située en France sur la commune de Ginestas, dans le département de l'Aude en région Occitanie.
Elle fait l’objet d'une inscription au titre des monuments historiques depuis le 7 février 1951.

## Description
Ce sanctuaire très ancien, ainsi nommé par sa position au pied des collines qui le dominent, à environ 1 200 mètres au nord du village, fut fondé dit-on par saint Rustique, évêque à Narbonne, au Ve siècle.

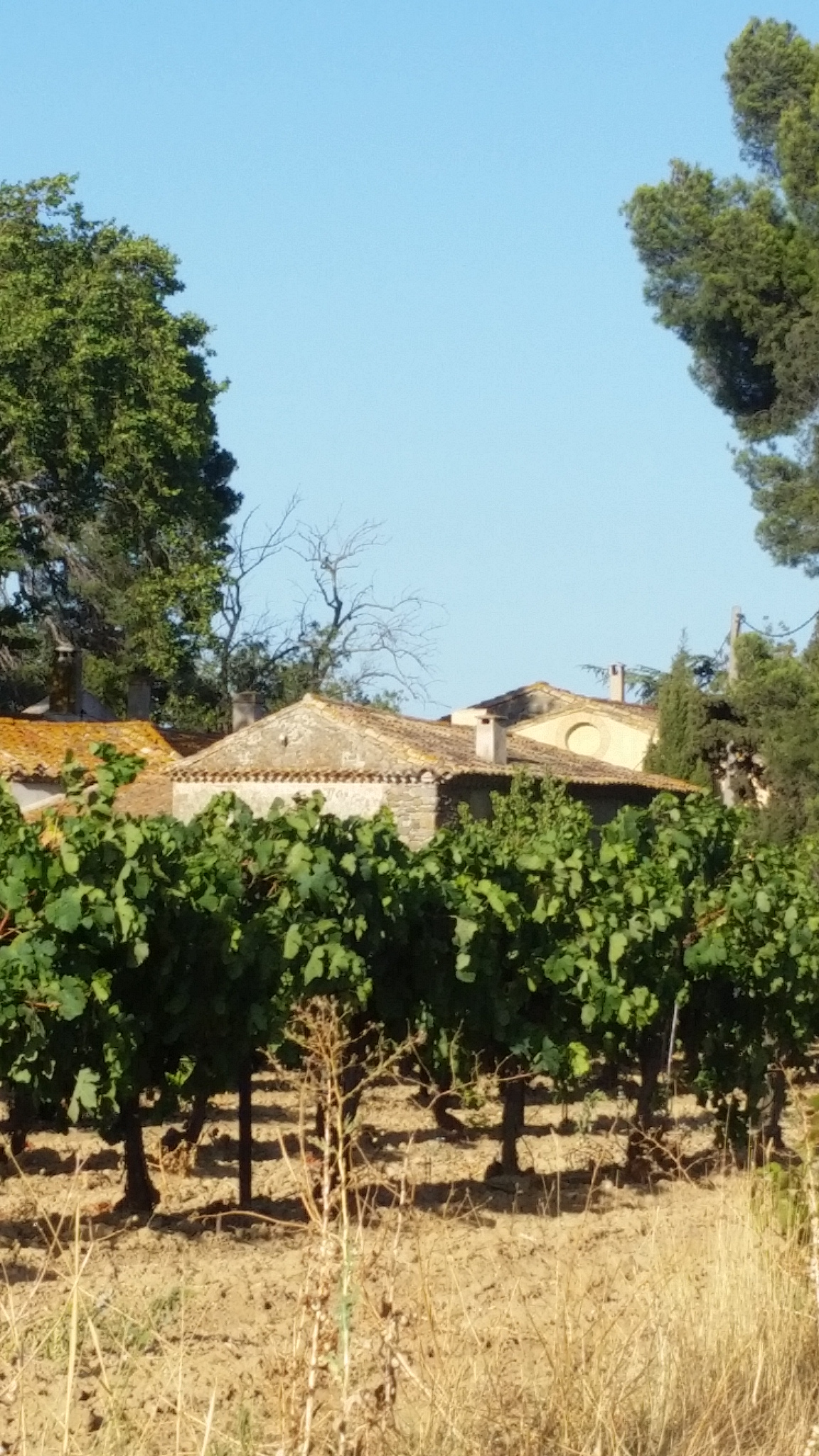
Vue de l'église par les vignes.

## Localisation
L'église est située sur la commune de Ginestas dans l'Aude, route de Bize-Minervois.

## Historique
Cette abbaye servit plusieurs fois de refuge aux populations de Narbonne pendant les guerres et les pestes qui désolèrent la ville. À l'époque de Charlemagne, d'après la légende, sa deuxième épouse, répudiée par le monarque, se retira à Notre-Dame-des-Vals.
Siège d'un monastère, puis d'un prieuré, l'abbaye devint église paroissiale de Ginestas et gardait cette affectation jusqu'à la Révolution. Alors que dès le XVIe siècle elle était de moins en moins fréquentée par les fidèles qui préféraient se rendre à l'église Saint-Luc plus proche.
L'édifice est inscrit au titre des monuments historiques en 1951.